# Disonycha xanthomelas
Disonycha xanthomelas är en skalbaggsart som först beskrevs av Johan Wilhelm Dalman 1823.  Disonycha xanthomelas ingår i släktet Disonycha och familjen bladbaggar. Inga underarter finns listade i Catalogue of Life.